# Käsbach (Scherfbach)
Der Käsbach ist ein gut 2,3 km langer, südsüdöstlicher und orografisch linker Zufluss des Scherfbachs und gehört zum Flusssystem der Dhünn, einem Nebenfluss der Wupper.

## Geographie

### Verlauf
Der Käsbach entspringt auf einer Höhe von 189,8 m ü. NHN bei Schallemich. Er fließt im Uhrzeigersinn weitläufig um Schallemich herum und mündet auf einer Höhe von 104,3 m ü. NHN bei Amtmannscherf in den Scherfbach.

### Einzugsgebiet
Das knapp zwei Quadratkilometer große Einzugsgebiet liegt in der Naturregion Bechener Hochfläche und wird über den Scherfbach, die Dhünn, die Wupper und den Rhein in die Nordsee entwässert.
Es wird
- im Nordwesten durch die Scherfbach Zuflüsse Schallemicher Bach und Steinhauser Siefen
- im Westen durch den Oberscheider Bach, ein rechter Zufluss des Rosauer Bachs
- im Süden durch die Strunde, einen Zufluss des Rheins
- im Südwesten durch den Hambach, auch ein Scherfbach Zufluss
- und im Westen durch den Amtmannscherfer Siefen, einen weiteren Scherfbach Zufluss

begrenzt.
Im Einzugsbereich wird durch z. T. kalkige Ton- und Schluff- und Sandsteine der Givetstufe des Mitteldevons geprägt.  An Bodentypen dominieren tonig-schluffige Pseudogley-Braunerden mit teilweise hoher nutzbarer Feldkapazität.
Das Gebiet ist im westlichen und nördlichen Bereich zum größten Teil bewaldet, während sich im südlichen und östlichen Bereich Wälder, besonders in den Bachauen, und landwirtschaftlich genutzte Zonen abwechseln.
An Ortschaften liegen im Quellbereich die Weiler Schallemich und Oberschallemich, im Süden das Dorf Eikamp sowie die Weiler Altehufe und Oberkäsbach. Im Südwesten liegt noch der Nordostrand des Wohnplatzes Straßen im Einzugsgebiet des Käsbachs.

### Zuflüsse
Dem Käsbach fließen zu:
- Paffenberger Siefen (links), 0,4 km
- Hufer Siefen (links), 0,7 km
  - Eikamper Bach (rechts), 0,6 km
- namenloser Zulauf (rechts), 0,1 km
- Altenhufer Siefen (links), 0,5 km
- Feigenbach (links), 0,8 km
- Sumpfsiefen (rechts), 0,2 km

### Flusssystem Scherfbach
- Fließgewässer im Flusssystem Scherfbach

## Naturschutzgebiet
- Naturschutzgebiet Käsbachtal